# Elfriede Jelinek
Elfriede Jelinek (Mürzzuschlag, 20 de outubro de 1946) é uma novelista e autora de peças de teatro austríaca.
Foi agraciada com o Nobel de Literatura de 2004, "por seu fluxo musical de vozes e contra-vozes em novelas e peças que, com extraordinário zelo linguístico, revela o absurdo dos clichés da sociedade e seu poder de subjugo". A escritora não foi receber o prémio na cerimónia de atribuição na capital sueca.
É uma figura polémica no seu país, com uma obra dedicada à crítica social. Explora os temas da violência e do poder na sociedade do consumo, da opressão feminina e da sexualidade.

## Obras

### Prosa
- bukolit (1979)
- wir sind lockvögel baby! (1970)
- Michael. Ein Jugendbuch für die Infantilgesellschaft (1972)
- As amantes - no original Die Liebhaberinnen (1975)
- Os excluídos  - no original Die Ausgesperrten (1980)
- Die endlose Unschuldigkeit. Prosa-Hörspiel-Essay (1980)
- A Pianista  - no original Die Klavierspielerin  (1983)
- Oh Wildnis, oh Schutz vor ihr  (1985)
- Lust (1989)
- Die Kinder der Toten (1995)
- Gier (2000)
- Ein Sportstück (2004)
- Neid (2008)

### Teatro
- Theaterstücke (2006)
- Die Kontrakte des Kaufmanns; Rechnitz (Der Würgeengel); Über Tiere (2008)
- Rein Gold: Ein Bühnenessay (2013)

### Poesia
- Lisas Schatten (1967)
- ende / gedichte von 1966–1968 (2000)